# Salomon Grayzel
Solomon Grayzel, né à Minsk dans l'Empire russe le 18 février 1896 et mort le 12 août 1980 à Englewood (New Jersey) aux États-Unis, est un rabbin et historien américain, précurseur de l'étude des rapports entre le judaïsme et l'Église chrétienne au Moyen Âge.

## Biographie
La famille de Solomon Grayzel quitte la Russie pour s'établir aux États-Unis en 1908, dans le quartier de Brooklyn à New York. Solomon Grayzel y mène sa scolarité au City College of New York puis à l'université Columbia dont il est diplômé en sociologie en 1920. L'année suivante, il est ordonné rabbin par le Jewish Theological Seminary avant de poursuivre des études d'histoires au Dropsie College for Hebrew and Cognate Learning où il obtient une licence en 1926. Il entame alors un doctorat.

### Parcours et travaux
Salomon Grayzel se rend en Europe poursuivre les recherches pour sa thèse de doctorat, The Church and the Jews in the Thirteenth Century (1198-1254), dans lequel il analyse les bulles papales et décisions conciliaires relatives aux juifs, qui sera publiée en 1933. Entretemps, en 1928, il a obtenu un poste d'enseignant au Gratz College de Philadelphie. De 1939 et 1966, il occupe le poste de rédacteur en chef de la revue Jewish Publication Society et, au terme de sa collaboration avec la revue, enseigne à la Dropsie University.
Il publie nombre d'articles sur les Juifs et l'église médiévale, son domaine de spécialisation et, en 1947, publie une Histoire de Juifs contemporaine qui connait une très large diffusion et dix rééditions, étant notamment traduit en Français en 1967. En 1960, il produit encore une Histoire des Juifs depuis l'Exil babylonien jusqu'à nos jours.
À sa mort, en 1980, il laisse une suite à sa thèse de doctorat qui permet de couvrir l'intégralité du XIIIe siècle et sera publiée en 1989, mise en forme et annotée par Kenneth Strow.

### Expertise
En 1963, son ministère et sa spécialisation lui vaudront de témoigner comme expert dans l'affaire Schempp qui remettait en cause la légitimité de la prière obligatoire et la lecture de la Bible dans les écoles publiques des États-Unis, arguant que la lecture du Nouveau Testament, dont certaines parties sont contraires à la tradition juive et peuvent donner une image défavorable des juifs, sans commentaire ou contextualisation, pouvait entrainer des préjudices psychologiques pour les enfants juifs.

## Liens intermes
- Haim Hillel Ben-Sasson
- Bernhard Blumenkranz

## Sources partielles
- Solomon Grayzel (1896-1980), Papers, sur le site du Jewish Theological Seminary, 1990,1992, article en ligne